# ブラッド・スナイダー
ブラッドリー・マイケル・スナイダー（Bradley Michael Snyder, 1982年5月25日 - ）は、アメリカ合衆国オハイオ州サンダスキー出身の元プロ野球選手（外野手、一塁手）。左投左打。

## 経歴

### プロ入りとマイナー時代
2003年のMLBドラフトでクリーブランド・インディアンスから1巡目（全体18位）で指名され入団。この年はA-級マホーニングバレー・スクラッパーズで62試合に出場した。
2004年は、開幕をA級レイクカウンティ・キャプテンズで迎えた。8月にA+級キンストン・インディアンスに昇格した。
2005年6月にAA級アクロン・エアロズに昇格した。
2006年は、AA級アクロンで133試合に出場した。9月にセプテンバーコールでメジャーに昇格するも出番は無かった。
2007年は、AAA級バッファロー・バイソンズで86試合に出場した。
2008年は、開幕をAAA級バッファローで迎えた。4月27日にメジャーに昇格したが、翌日には、AAA級バッファローに降格した。最終的にこの年は、AAA級バッファローで115試合に出場した。

### カブス時代
2008年9月22日にウェーバーでシカゴ・カブスへ移籍した。
2009年は、AAA級アイオワ・カブスで74試合に出場した。
2010年9月7日にメジャーに昇格し、同日にメジャーデビューを果たす。メジャーでは、12試合に出場した。
2011年は、AAA級アイオワで迎えていたが、3月29日にメジャー契約を結び、メジャーに昇格したが、6月11日にDFAとなった。シーズン終了後に、FAとなった。

### アストロズ傘下時代
2011年11月12日にヒューストン・アストロズとマイナー契約を結んだ。
2012年は、AAA級オクラホマシティ・レッドホークスで112試合に出場した。しかし、メジャーに昇格する事は無かった。

### ダイヤモンドバックス傘下時代
2012年11月にアリゾナ・ダイヤモンドバックスとマイナー契約を結んだ。
2013年は、AAA級リノ・エーシズで116試合に出場した。しかし、この年もメジャーに昇格する事は無かった。

### レンジャース時代
2013年11月14日にテキサス・レンジャースとマイナー契約を結んだ。
2014年は、開幕を傘下AAAラウンドロック・エクスプレスで迎えたが、6月10日にミッチ・モアランドのDL入りでメジャーに昇格し、10試合に一塁手として出場した。しかし、打率.167と成績不振で6月24日にDFAとなり、同日にFAとなった。

### 韓国プロ野球時代
2014年7月4日、不振により退団したジョシュ・ベルの代役として韓国プロ野球のLGツインズと契約を結ぶ。同年シーズン限りで退団し、11月25日にネクセン・ヒーローズと契約した。2015年限りで退団。

### メキシカンリーグ時代
2016年3月24日に独立リーグ・アトランティックリーグのサマセット・ペイトリオッツと契約。ペイトリオッツで34試合に出場後、6月28日にメキシカンリーグのラグナ・カウボーイズと契約。
2017年6月16日にリリースされた。

## 詳細情報

### 背番号
- 56（2010年 - 2011年）
- 58（2014年）
- 25（2015年）